# 城市日前地 (巴士總站)
城市日前地（葡萄牙語：Praceta 24 de Junho）位於澳門半島城市日大馬路附近的一個終點站。澳巴3AS、7、29、50、50B、MT1、MT2路線以本站為起點站，澳巴60、N1A、N2路線途經此站。

## 沿革
因應交通事務局加強澳門半島與離島之間的巴士服務，故延伸MT1和MT2路線的服務範圍，本站同時啟用。

## 歷史
- 2011年8月28日起，MT1、MT2路線總站由「亞馬喇前地」站遷移到本站。[1]

- 2012年6月1日，N1A、N2路線新增停靠本站。[2]

- 2017年4月9日，舊7路線與7A路線合併，新7路線改以本站為總站。同時，為理順乘客落車後巴士駛至停泊區的運作，7、MT1、MT2路線以此站為上客站，「城市日大馬路／波爾圖街」為落客站。[3][4]

- 2020年3月12日起，因亞馬喇前地進行第二階段重整工程，50、50B路線總站由「亞馬喇前地」站遷移到本站。[5]

- 2023年12月2日起，10A路線編號更改為60，新增停靠本站。[6][7]

- 2024年6月1日起，10X路線與原29路線合併，新29路線改以本站為總站。[8]

- 2024年9月至10月，每逢澳門國際煙花比賽匯演比賽日期間，3AS路線臨時開設，以本站為總站。[9]

## 設施
- 站長室

## 路線資料

### 總站路線資料
| 澳巴 | 7   | 城市日前地 | 東方明珠              | - 永利 - 亞馬喇前地 - 約翰四世大馬路 - 水坑尾 - 塔石（高美士中葡中學） - 新橋區（社會工作局、鏡湖醫院） - 連勝馬路及高士德 - 雅廉訪及筷子基 - 台山（台山街市、三角花園） - 祐漢（勝意樓、祐漢街市） |
| 澳巴 | 29  | 城市日前地 | ↺ 青洲 青翠花園       | - 亞馬喇前地 - 財神酒店及假日酒店 - 高美士（利澳酒店） - 理工大學及大賽車博物館 - 回力 - 黑沙環（水塘、望信樓、望善樓、龍園） - 台山（巴波沙、牧場街） - 青茂口岸及青蔥大廈 |
| 澳巴 | 50  | 城市日前地 | ↺ 路環市區            | - 皇朝（捐血中心） - 亞馬喇前地 - 史伯泰（麗景灣酒店） - 氹仔市區（泉澧、泉亮） - 氹仔嘉樂庇馬路（茵景園、大潭山壹號） - 科技大學 - 永利皇宮（ 輕軌路氹東站） - 保齡球中心及澳門東亞運動會體育館（ 輕軌東亞運站） - 蓮花路停車場（ 輕軌蓮花站） - 橫琴口岸（ 輕軌橫琴站） - 蓮花路（新濠影匯）（ 輕軌蓮花站） - 石排灣（公屋群及郊野公園） - 路環警察訓練營 |
| 澳巴 | 50B | 城市日前地 | ↺ 駕考中心            | - 亞馬喇前地 - 史伯泰（麗景灣酒店） - 氹仔市區（大中華廣場、泉裕） - 氹仔嘉樂庇馬路（茵景園、大潭山壹號） - 偉龍馬路（土木工程實驗室） - 機場貨運站（ 輕軌科大站） |
| 澳巴 | MT1 | 城市日前地 | ↺ 澳門機場 輕軌機場站 | - 亞馬喇前地 - 史伯泰（麗景灣酒店） - 氹仔市區（大中華廣場、泉裕） - 澳門運動場（ 輕軌運動場站） - 望德聖母灣（ 輕軌排角站） - 偉龍馬路（土木工程實驗室） - 氹仔客運碼頭（ 輕軌氹仔碼頭站） |
| 澳巴 | MT2 | 城市日前地 | ↺ 氹仔中央公園        | - 亞馬喇前地 - 蘇利安圓形地 - 海洋花園及衛生中心（ 輕軌海洋站） - 柯維納馬路及南新花園（ 輕軌馬會站） - 美景花園（ 輕軌運動場站） |

### 中途站路線資料
| 澳巴 | 60  | ↺ 司打口   | 外港碼頭                    | - 皇朝（宋玉生廣場） - 澳門金沙 - 馬六甲街（金龍酒店） |          |
| 澳巴 | N1A | 筷子基北灣 | ↺ 亞馬喇前地                | - 永利 | 夜間路線 |
| 澳巴 | N2  | 筷子基北灣 | 氹仔客運碼頭 輕軌氹仔碼頭站 | - 永利 - 亞馬喇前地 - 南灣（南灣湖、旅遊塔） - 氹仔海濱休憩區 - 宋玉生博士圓形地 - 氹仔市區（泉澧、濠珀、華寶、花城） - 湖畔大廈 - 氹仔嘉樂庇馬路（茵景園、大潭山一號） - 土木工程實驗室 | 夜間路線 |

## 鄰近公共運輸站
M250 新口岸／柏嘉街（NAPE / Rua Cidade de Barga）
路線：1A、17S、23、50、N1A、N2
M252 新口岸／科英布拉街（NAPE / Rua de Coimbra）
路線：1A、17S、39
M260 城市日大馬路／永利（Av. 24 de Junho / Wynn）
路線：65
M262 城市日大馬路／波爾圖街（Av. 24 de Junho / R. do Porto）
路線：3A、8、12、23、39、60、65、MT5

## 外部連結
- 澳巴官方網站 （繁體中文） （页面存档备份，存于）